# Paralimnophila isolata
Paralimnophila isolata là một loài ruồi trong họ Limoniidae. Chúng phân bố ở miền Australasia.